# Прапор Залізничного (Пологівський район)
Прапор Залізничного — офіційний геральдичний символ селища Залізничне Пологівського району Запорізької області. Символіку розроблено авторським творчим колективом: Смєнова Г. П.,Кияниця І. І.,Чуб І. Л.

## Опис
Прямокутне горизонтальне полотнище зі співвідношенням ширини до висоти 3:2. Основне поле синього кольору, на ньому на однаковій відстані від країв дві жовті вертикальні смуги.
На вертикальній осі полотнища розміщений герб селища. Його висота без напису — 0,8 висоти полотнища. Під гербом золотими буквами напис: «Залізничне».

## Значення символів
Синій колір тут — символ стійкості, чистоти, надійності, здоров'я.
Інші кольори мають таке ж символічне значення, як і на гербі. Жовтий з синім — ще притаманний українській національній символіці.